# Joseph Coenegracht
Joseph Coenegracht, né le 15 octobre 1903 et mort le 21 août 1969, est un footballeur international belge actif durant l'entre-deux-guerres. Il joue durant toute sa carrière au poste de milieu de terrain pour le KRC Malines.

## Carrière en club
Joseph Coenegracht débute en 1923 dans l'équipe première du Racing Club Malines, qui évolue en Division d'Honneur. La saison est difficile pour le club qui termine en position de relégable. Après une saison au niveau inférieur, l'équipe parvient à remonter parmi l'élite nationale grâce à un match de barrage victorieux contre le Liersche. Joseph Coenegracht s'impose comme un joueur important dans le milieu de terrain malinois et grâce à ses bonnes prestations, il est convoqué en équipe nationale belge pour disputer un match amical en 1928. Il poursuit sa carrière de joueur jusqu'en 1935 quand il décide de prendre sa retraite sportive.

## Statistiques
| Saison                | Club                  | Championnat           | Championnat | Championnat | Coupe(s) nationale(s) | Coupe(s) nationale(s) | Total | Total |
| Saison                | Club                  | Division              | M.          | B.          | M.                    | B.                    | M.    | B.    |
| 1923-1924             | KRC Malines           | Division 1            | -           | -           | 0                     | 0                     | 0     | 0     |
| 1924-1925             | KRC Malines           | Division 2            | -           | -           | 0                     | 0                     | 0     | 0     |
| 1925-1926             | KRC Malines           | Division 1            | -           | -           | 0                     | 0                     | 0     | 0     |
| 1926-1927             | KRC Malines           | Division 1            | -           | -           | -                     | -                     | 0     | 0     |
| 1927-1928             | KRC Malines           | Division 1            | -           | -           | 0                     | 0                     | 0     | 0     |
| 1928-1929             | KRC Malines           | Division 1            | -           | -           | 0                     | 0                     | 0     | 0     |
| 1929-1930             | KRC Malines           | Division 1            | -           | -           | 0                     | 0                     | 0     | 0     |
| 1930-1931             | KRC Malines           | Division 1            | -           | -           | 0                     | 0                     | 0     | 0     |
| 1931-1932             | KRC Malines           | Division 1            | -           | -           | 0                     | 0                     | 0     | 0     |
| 1932-1933             | KRC Malines           | Division 1            | -           | -           | 0                     | 0                     | 0     | 0     |
| 1933-1934             | KRC Malines           | Division 1            | -           | -           | 0                     | 0                     | 0     | 0     |
| 1934-1935             | KRC Malines           | Division 1            | -           | -           | -                     | -                     | 0     | 0     |
| Total sur la carrière | Total sur la carrière | Total sur la carrière | 1           | -           | -                     | -                     | 1     | 0     |

## Carrière internationale
Joseph Coenegracht compte une convocation et un match joué en équipe nationale belge. Celui-ci a lieu le 8 janvier 1928 contre l'Autriche et se solde par une défaite 1-2.
Le tableau ci-dessous reprend toutes les sélections de Joseph Coenegracht. Le score de la Belgique est toujours indiqué en gras.
| Date       | Compétition  | Adversaire | Lieu      | Score | Remarque |
| ---------- | ------------ | ---------- | --------- | ----- | -------- |
| 08/01/1928 | Match amical | Autriche   | Bruxelles | 1-2   |          |